# Traitement anti-usure
Un traitement anti-usure est un procédé visant à améliorer la résistance d'un métal à l'usure. Il peut être mécanique (écrouissage), thermique, électrochimique (électropolissage) ou thermochimique (chromisation, boruration, etc.).

## Revêtement anti-usure
Les matériaux d'apport utilisables pour diminuer le frottement et l'usure sont extrêmement divers :
- métaux compatibles en frottement avec l'antagoniste, utilisés purs ou alliés : plomb, indium, étain, bronze, etc. ;
- métaux durs contre l'abrasion, éventuellement en couches épaisses de 1 mm et plus : chrome, molybdène… ;
- alliages très durs pour contrer l'abrasion, éventuellement à chaud, sous forme de couches plutôt épaisses, voire de rechargement : nickel-chrome, nickel-chrome-bore, cobalt-chrome-tungstène-bore, etc., sur des crochets de levage, cames, soupapes, dents de pelleteuses, etc. ;
- céramiques : carbures métalliques, alumine, zircone, etc., sur des portées de presse-étoupes, chemises de pistons… ;
- matières plastiques et élastomères : le Rilsan (PA-11), utilisable jusqu'à 80-100 °C, a une bonne résistance au frottement, à l'abrasion, à la cavitation. Contre cette dernière, on utilise aussi des caoutchoucs à base de polyuréthane ou de néoprène.